# Saint-Germain-sur-Meuse
Saint-Germain-sur-Meuse är en kommun i departementet Meuse i regionen Grand Est (tidigare regionen Lorraine) i nordöstra Frankrike. Kommunen ligger i kantonen Vaucouleurs som tillhör arrondissementet Commercy. År 2022 hade Saint-Germain-sur-Meuse 215 invånare.

## Befolkningsutveckling
Antalet invånare i kommunen Saint-Germain-sur-Meuse
| Referens: INSEE |